# The Crow: Wicked Prayer
The Crow: Wicked Prayer är en amerikansk superhjältefilm från 2005 i regi av Lance Mungia, samt en uppföljare till filmen The Crow: Salvation från 2000. Filmen, som är den fjärde filmen i The Crow-serien (baserad på James O'Barrs serietidning The Crow), hade biopremiär i Seattle, Washington den 3 juni 2005, för att sedan släppas direkt till video i övriga USA den 19 juli samma år. Huvudrollerna i filmen spelas av Edward Furlong, Tara Reid och David Boreanaz.
Filmen släpptes på DVD i Sverige av Scanbox Entertainment den 29 november 2006.

## Handling
Filmens handling kretsar denna gång kring Jimmy Cuervo, som tillsammans med flickvännen Lily, faller offer för en blodig, satanistisk ritual utförd av MC-gängledaren Luc Crash och hans flickvän Lola Byrne. En mystisk kråka dyker sedan upp och återupplivar Jimmy från de döda, och ger honom samtidigt övernaturliga superhjältekrafter. Han börjar sedan därefter att förfölja Luc och resten av hans MC-gäng, för att ställa dem inför svars för sina ogärningar.

## Rollista (i urval)
- Edward Furlong – James "Jimmy" Cuervo
- David Boreanaz – Luc Crash
- Tara Reid – Lola Byrne
- Dennis Hopper – El Niño
- Emmanuelle Chriqui – Lily
- Dave Baez (i filmen krediterad som Dave L. Ortiz) – Tanner
- Danny Trejo – Padre Harold